# Северо-Западный тоннель
Се́веро-За́падный тонне́ль (Серебрянобо́рские тонне́ли) — тоннель глубокого (до 27 м) заложения на северо-западе Москвы, состоящий из трёх «ниток». Расположен под природоохранной зоной Серебряноборского лесничества, начинается в районе пересечения Крылатской и Осенней улиц и заканчивается в Троице-Лыкове. Тоннель является частью Краснопресненского проспекта. Тоннель открыт 27 декабря 2007 года.

## Конструкция

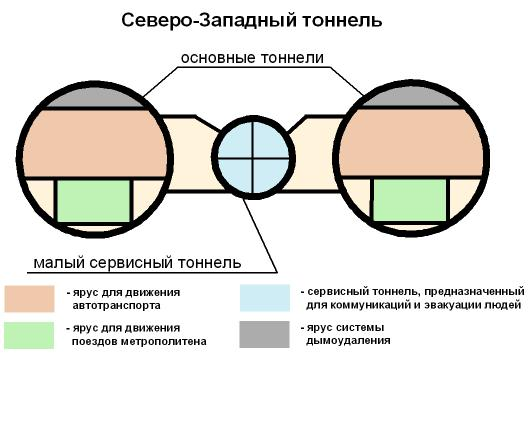
Схема тоннелей

Особенностью данных тоннелей является их конструкция — тоннели двухъярусные. Нижний ярус предназначен для движения поездов Арбатско-Покровской линии Московского метрополитена, верхний — для автотранспорта. В верхнем своде тоннеля размещаются металлические короба вентиляции и дымоудаления. Для коммуникаций и эвакуации людей между основными тоннелями сооружён малый сервисный тоннель диаметром 6,2 м, соединённый межтоннельными эвакуационными сбойками. Тоннель оборудован современными автоматическими системами диспетчеризации, видеонаблюдения, газоанализа, пожаротушения, газоочистки, радарного контроля скорости движения.
Автотранспортный уровень тоннелей имеет три полосы для движения автотранспорта и две служебные пешеходные банкетки: крайние левые полосы шириной 3,25 метра и габаритом 4,2 метра, для движения легковых автомобилей, средняя и крайняя правая полоса шириной 3,5 метра и габаритом 4,5 метра, для движения остальных транспортных средств. Высотный габарит тоннеля — 3,9 м обеспечивается на въездах в тоннель двумя типами габаритных ворот — «мягкими» и «останавливающими». Попадание в тоннель негабаритного транспорта приводит к серьёзным разрушениям инженерных систем, размещённых в своде тоннелей. Невнимательные к дорожным знакам водители нередко попадают под габаритные ворота.
Длина основных тоннелей — 3126 метров, включая рамповую часть длиной 360 м. Диаметр тоннелей 13,75 метров. Максимальная глубина залегания 44 метра.

## История

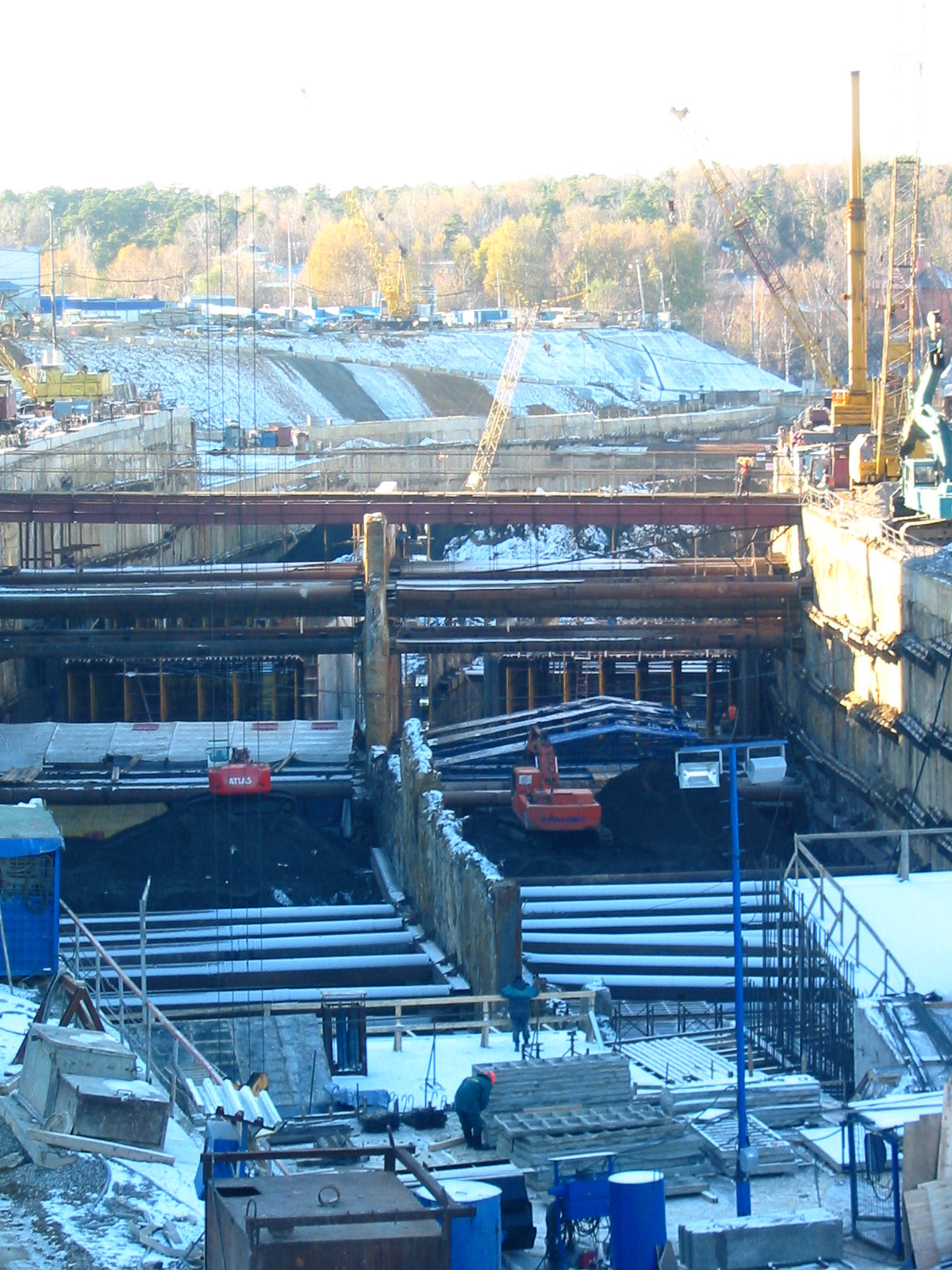
Строительство открытым способом южного въезда (2005)

Первый и второй тоннели строились проходческим щитом Правительства Москвы производства фирмы Herrenknecht весом 150 тонн и диаметром 14,2 метра. Общая протяжённость работ проходческим щитом при прокладке каждого тоннеля 3010 метров. Генеральный подрядчик строительства — Мосметрострой, заказчик ООО «Организатор», проектировщик ОАО «Метрогипротранс», головные подрядчики ООО «ИнжТеплоСтрой», «Тоннель-2001», СМУ-1 Метростроя, СМУ-3 Метростроя. Цена объекта, включающего также Живописный мост, дороги, подземные пешеходные переходы, здания и коммуникации, — более 36 млрд рублей.
- 18 марта 2005 года — завершена проходка первого (левого) тоннеля.
- 30 октября 2005 года — завершена проходка сервисного (малого) тоннеля.
- 12 октября 2006 года — завершена проходка второго (правого) тоннеля.
- 27 декабря 2007 года — тоннель открыт для автомобилей.
- 7 января 2008 года — тоннель открыт для метропоездов.

## Притоннельное сооружение «Д»
«Притоннельное сооружение „Д“» (неофициальное название — «станция Тоннельная») — аварийный выход на Арбатско-Покровской линии Московского метрополитена, расположенный у т. н. «точки D» перегона «Крылатское» — «Строгино» (ПК 184+50), то есть у южного портала Северо-Западных тоннелей. Необходимость в этом выходе обусловлена нормами безопасности, так как длина перегона «Крылатское» — «Строгино» составляет более 6 км (ещё одним эвакуационным выходом на том же перегоне служит техническая платформа «Троице-Лыково»). «Д» представляет собой узкую искривлённую платформу длиной около 40 м вдоль каждого из путей с лестницей на поверхность. Перестроить «Д» в полноценную пассажирскую станцию (в отличие от «Троице-Лыкова») невозможно, это не позволяют профиль и кривизна пути на данном участке.

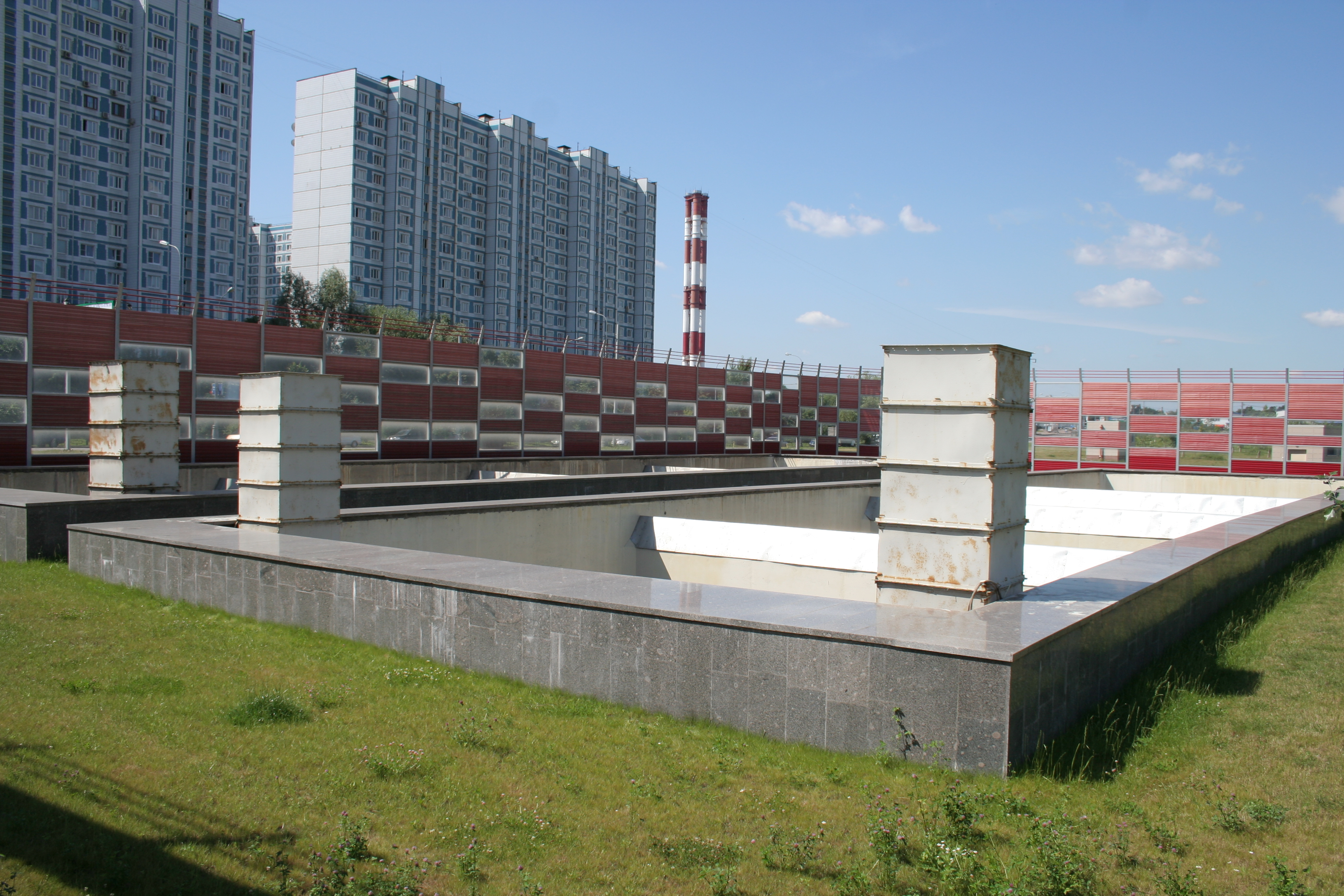